# Женіва (Індіана)
Женіва (англ. Geneva) — місто (англ. town) в США, в окрузі Адамс штату Індіана. Населення — 1257 осіб (2020).

## Географія
Женіва розташована за координатами 40°35′48″ пн. ш. 84°57′26″ зх. д. / 40.59667° пн. ш. 84.95722° зх. д. (40.596721, -84.957252).  За даними Бюро перепису населення США в 2010 році місто мало площу 3,18 км², з яких 2,81 км² — суходіл та 0,36 км² — водойми.

## Демографія
Згідно з переписом 2010 року, у місті мешкали 1293 особи в 570 домогосподарствах у складі 349 родин. Густота населення становила 407 осіб/км².  Було 627 помешкань (197/км²).
Расовий склад населення:
| - 94,6 % — білих - 0,6 % — чорних або афроамериканців - 0,2 % — корінних американців - 0,2 % — азіатів - 3,2 % — осіб інших рас |

До двох чи більше рас належало 1,2 %. Частка іспаномовних становила 5,4 % від усіх жителів.
За віковим діапазоном населення розподілялося таким чином: 23,9 % — особи молодші 18 років, 58,1 % — особи у віці 18—64 років, 18,0 % — особи у віці 65 років та старші. Медіана віку мешканця становила 41,1 року. На 100 осіб жіночої статі у місті припадало 93,9 чоловіків;  на 100 жінок у віці від 18 років та старших — 90,3 чоловіків також старших 18 років.
Середній дохід на одне домашнє господарство  становив 51 687 доларів США (медіана — 35 313), а середній дохід на одну сім'ю — 65 988 доларів (медіана — 48 897). Медіана доходів становила 32 214 долари для чоловіків та 28 125 доларів для жінок. За межею бідності перебувало 18,0 % осіб, у тому числі 23,1 % дітей у віці до 18 років та 10,4 % осіб у віці 65 років та старших.
Цивільне працевлаштоване населення становило 720 осіб. Основні галузі зайнятості: виробництво — 35,8 %, мистецтво, розваги та відпочинок — 13,3 %, освіта, охорона здоров'я та соціальна допомога — 10,4 %, транспорт — 9,2 %.